# Stok narciarski Malinka
Stok narciarski Malinka – nowoczesny narciarski stok zjazdowy położony w odległości ok. 1 km od Zgierza. Wjazd po prawej stronie w lesie tuż za Zgierzem jadąc trasą w kierunku Kutna. Posiada 2 tory (dłuższy ok. 300 m i krótszy ok. 200 m), 2 wyciągi, a także tor saneczkowy. Stok ma oświetlenie dzięki czemu wieczorem jazda też jest możliwa. Na terenie znajdują się bar i wypożyczalnia sprzętu.